# Tolmomyias sulphurescens
Tolmomyias sulphurescens là một loài chim trong họ Tyrannidae.